# Магнітосфера Землі
Магнітосфера Землі — зона навколоземного простору, фізичні властивості якої зумовлюються магнітним полем Землі та його взаємодією з потоками заряджених частинок корпускулярного випромінення Сонця — сонячного вітру.

## Структура

Будова магнітосфери Землі:
1) ударна хвиля; 2) перехідна зона; 3) магнітопауза; 4) магнітосфера; 5) північна пелюстка магнітного хвоста; 6) південна пелюстка магнітного хвоста; 7) плазмосфера.

Структура магнітосфери Землі

Попри назву, магнітосфера за формою зовсім не сферична, швидше нагадує цибулину. Звернена до Сонця межа магнітосфери знаходиться на відстані 10 земних радіусів (~ 6,5 тис. км), з нічного боку утворює видовжений магнітний хвіст, сліди якого знайдені на відстані 1000 земних радіусів.
Магнітне поле планет, зокрема Землі, близьке за формою до поля магнітного диполя, і його напруженість біля поверхні Землі становить близько 40 A/м, міняючись від екватора до магнітних полюсів.
Магнітосфера розташована вище від іоносфери й простягається на відстань у кілька разів більшу за радіус Землі. Це область де магнітне поле Землі суттєво впливає на рух частинок сонячного вітру.

### Ударна хвиля
У результаті взаємодії сонячного вітру з магнітним полем Землі утворюється головна ударна хвиля (англ. Bow shock), швидкість корпускулярного потоку від Сонця значно падає.

### Перехідна зона
За фронтом ударної хвилі в перехідній зоні (англ. Magnetosheath) магнітне поле сонячної плазми стає невпорядкованим. Загалом формується з корпускул сонячного вітру, хоча і містить невелику кількість плазми з власне магнітосфери. Зона виступає як подушка, що передає тиск від сонячного вітру і слугує бар'єром між магнітними полями Землі і Сонця.

### Магнітопауза
Між перехідною зоною та магнітосферою утворюється магнітопауза (англ. Magnetopause) — зона врівноваження динамічного тиску сонячного вітру і тиску магнітного поля Землі. Це зона конвергенції намагніченої плазми Сонця і Землі, взаємодія між якими має складний характер, структура магнітопаузи залежить від числа Маха, β плазми та магнітного поля. Магнітопауза змінює розмір і форму, в залежності від тиску сонячного вітру.

### Радіаційні пояси
Всередині ударна хвиля поділяється на радіаційні пояси (англ. Van Allen radiation belt), внутрішній та зовнішній, заряджених електронів і протонів, що переміщуються вздовж спіральних траєкторій за напрямком магнітних силових ліній. Відкриті вперше у Землі американським вченим Ван-Алленом під час досліджень супутника Експлорер-1 за програмою міжнародного геофізичного року (1958). Заряджені частки поблизу магнітних полюсів, де магнітні силові лінії входять в земну поверхню, взаємодіють із верхніми шарами атмосфери (іоносферою), іонізують молекули і спричинюють полярні сяйва.

### Магнітний хвіст
З протилежного боку від головної ударної хвилі в навколоземний простір на відстань більше ніж 1 тис. радіусів поширюється магнітний хвіст (англ. Magnetotail). Він містить дві пелюстки: північну й південну, які розділені плазмовим шаром, де магнітне поле слабкіше, а щільність заряджених частинок вища.

## Значення
З наявністю магнітосфери пов'язані багато проявів космічної погоди: геомагнітна активність, геомагнітні бурі. У разі відсутності магнітосфери у Землі біологічно активна складова сонячного випромінювання безперешкодно надходила б до земної поверхні й згубно впливала на усе живе.